# Sundial Aeon
A Sundial Aeon lengyel ambient trance együttes. Más projektekben is tevékenykedő, ismert zenészekből áll, így egyesek „ambient supergroupként” jellemzik. Tíz nagylemezt adtak ki, zenéjük számos válogatásalbumon, tévéműsorban, videójátékban jelent meg, több fesztiválon vettek részt.

## Története
2005 őszén alapította Sundial néven Radosław Kochman, a közel egy évtizedig fennállt Aural Planet space ambient együttes zenésze, és Daniel Lulkowski a Hoyden Spacetől. Hamarosan csatlakozott hozzájuk az Itoanál zenélő Jarosław Jacek és Patryk Gęgniewicz, majd 2006-ban a Scann-Tec és az Aural Network projektjeiről ismert Vladiszlav Iszajev zeneszerző és hangzástervező. Énekesként lépett fel Iwona Malczewska (aki a The Witcher videójáték-sorozat zenéjében is közreműködött) és Kinga Nyga.
A Sundial részben az Aural Planet örökségét vitte tovább. Első két nagylemezük, a Metabasis és ennek „továbbgondolt” változata, az Apotheosis analóg szintetizátorokkal alkotott „kozmikus dimenziójú”, helyenként popzenés, keleties, túlfűtött dallamvezetésű albumok, melyeket egyesek a Tangerine Dream és a Boards of Canada felvételeihez hasonlítottak. Energikus, melodikus zene, mely a trip-hop és a trance határán egyensúlyozik, az utóbbi irányába mozdulva el. Az Apotheosis 2007 nyarán a Psyshop listájának első helyén volt.
2007-ben az együttes Sundial Aeonra változtatta nevét, hogy ne tévesszék össze őket a brit Sun Dial rockegyüttessel. Ugyanebben az évben Jacek elhagyta a csapatot, 2011-ben az Anaduneban játszó Tomasz Gierygowski érkezett a helyébe. 2011 szeptemberében kiadták harmadik, Mimesis albumukat, mely a tagok vallomása szerint minden addigi munkájuknál személyesebb. A zenét elsősorban a nácik által megkezdett, ma Lengyelország területén elhelyezkedő Riese-projekt és az ahhoz kapcsolódó mítoszok inspirálták, és az áldozatul esett munkásoknak, továbbá a világ előrevitelén dolgozó tudósoknak dedikálták.
Az ezt követő Hypnosis a miszticizmus által ihletett melankolikus rácsodálkozás az életre és a letűnő napokra, az Analysist egy mélytengeri utazáshoz hasonlították, a Symbiosis pedig különböző elektronikus stílusok ötvözésével kísérletezik. Az ekkor tíz éve fennálló együttes már hét nagylemezt tudott maga mögött, számaik tizenhét nemzetközi válogatásalbumon jelentek meg, és több országban koncerteztek (Magyarországon a 2015-ös Samsara Fesztiválon léptek fel).
A 2017-es Vulcanosist – akárcsak részben a korábbi Mimesist – Alsó-Szilézia tája és történelme ihlette, a Psykinesis és a Terragenesis pedig az együttes korai hangzásvilágának pszichedelikus stílusú újragondolása.
Kiadójuk a lengyel Impact Studio Records, de mellette a dán Iboga, a francia Ultimae, a portugál Flow, a német Chillcode, és a brit Yellow Sunshine Explosion is kiadta zenéjüket.

## Tagok

### Aktív tagok
- Radosław Kochman (Raiden)
- Daniel Lulkowski (Dan)

## Diszkográfia

### Stúdióalbumok
- Metabasis (2006, Sundial név alatt)
- Apotheosis (2007)
- Mimesis (2011)
- Hypnosis (2013)
- Analysis (2014)
- Symbiosis (2015)
- Vulcanosis (2017)
- Psykinesis (2018)
- Terragenesis (2019)
- Extasis (2020)
- Synthesis (2021)
- Regenesis (2023)
- Aquamorphosis (2024)

### Egyéb
- Wolfsberg (Mimesis remixek, 2012)
- Re-Load (Metabasis és Apotheosis válogatás + remixek, 2018)
- Hibernal Solstice (EP, 2019)

## Külső hivatkozások
- Mysanthia (Tomasz Gierygowski remix). (Hozzáférés: 2020. május 13.)